# Pololo

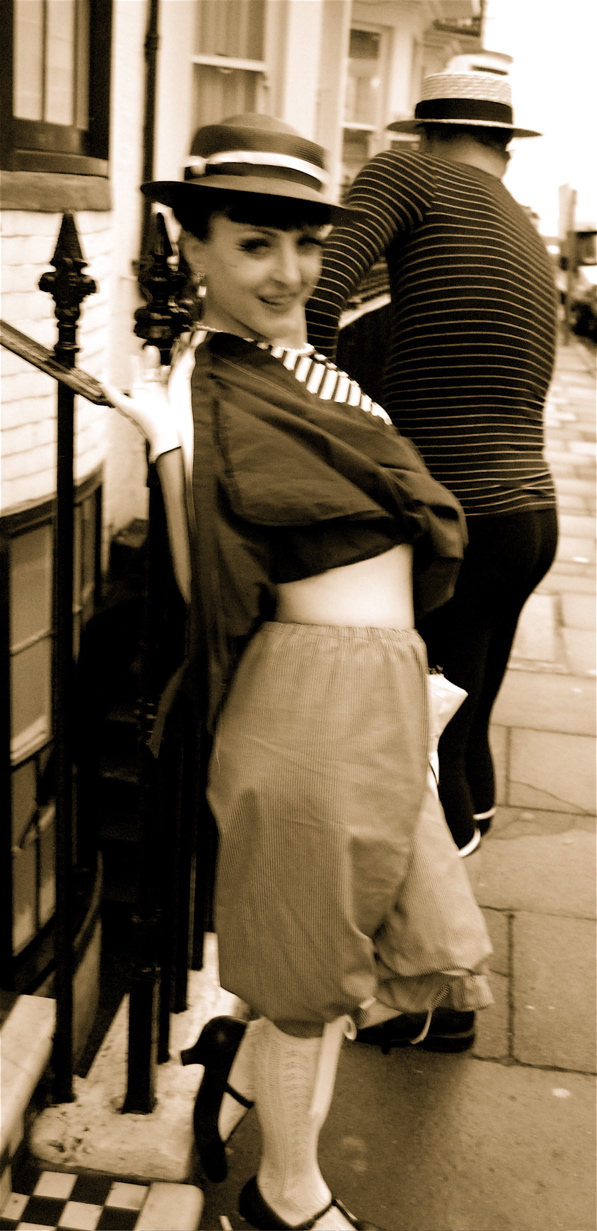
Chica con un pololo moderno exterior, 2009.

El pololo o calzón fue una prenda femenina interior heredera de las calzas tradicionales y precedente de las bragas, con aspecto similar a  tradicionales bombachas o pantalones bombachos cortos.

## Historia
Los manuales de confección de prendas populares de los siglos pasados los describen como un pantalón para debajo de la falda y las enaguas. Tenían una abertura en la entrepierna para facilitar ciertas necesidades, y llegaba hasta por debajo de las rodillas, bien fruncido o bien atado con cintas y decorado con puntillas y encajes.
Durante la primera mitad del siglo XX, esta prenda era ya más habitual en la vestimenta infantil, aunque algunos modelos de pololo fueron utilizados entonces por algunas mujeres como falda-pantalón para hacer gimnasia.